# Bad Steben
Bad Steben è un comune tedesco situato nel land della Baviera.